# جامعة العميد
جامعة العميد هي جامعة أهلية عراقية حديثة التأسيس تأسست عام 2017، تقع في محافظة كربلاء المقدسة وهي تتبع العتبة العباسية المقدسة.

## الكليات
تضم الجامعة 4 كليات، هي:
- كلية الطب
- كلية طب الأسنان
- كلية التمريض
- كلية الصيدلة